# منتخب موزمبيق لهوكي الدحرجة
منتخب موزمبيق لهوكي الدحرجة (بالبرتغالية: Seleção Moçambicana de Hóquei em Patins Masculino‏) هو ممثل موزمبيق الرسمي في المنافسات الدولية في هوكي الدحرجة
.